# Menomena
Menomena (mɨˈnɒmɨnə) ist eine amerikanische Band aus Portland, Oregon. Ende 2000 wurde die Band von Danny Seim, Brent Knopf und Justin Harris gegründet. Sie spielen einen eher sperrigen Indie-Pop und werden mit Bands wie The Flaming Lips, Mercury Rev oder Sonic Youth verglichen.

## Geschichte
Menomenas Debütalbum hieß I Am the Fun Blame Monster, ihr zweites Album war ein Instrumental-Album namens Under an Hour und wurde ursprünglich als Musik für eine moderne Tanzperformance komponiert. Mit ihrem dritten Album, Friend and Foe, erlebte Menomena insbesondere in den USA eine Art Durchbruch. Das Album belegte 2007 Platz 49 der Liste der besten 50 Platten des Jahres im Musikexpress, bekam bei Pitchfork Media 8,5 von 10 Punkten. Das Album erhielt einen Metascore von 78 und sorgte auch durch seine originelle, von dem Comiczeichner Craig Thompson gestaltete Verpackung für Aufsehen. So belegte das Albumcover trotz der dort eher mäßigen Bewertung Platz 14 beim Jahrespoll von Plattentests.de. Im Juli 2010 erschien – nach dreieinhalb Jahren Arbeit – ihr viertes Album mit dem Titel Mines.
Am 7. Januar 2011 verließ Brent Knopf die Band, um sich auf seine eigenen Projekte zu konzentrieren.
Das fünfte Album, Moms, erschien 2012 und war das erste von Seim und Harris primär als Duo geschriebene und eingespielte. Joe Haege, der Menomena schon bei der Mines-Tour unterstützte und auch bei 31Knots und Tu Fawning spielt, war allerdings sowohl bei den Aufnahmen als auch bei der darauffolgenden Tour Teil der Band.

## Nebenprojekte

### Danny Seim
Schlagzeuger Danny Seim hat ein Nebenprojekt namens Lackthereof (Eigenschreibweise: Lackthereøf), mit dem er bereits neun Alben eingespielt hat, von denen allerdings erst zwei offiziell veröffentlicht wurden.
Seim gründete darüber hinaus im Jahr 2014 zusammen mit Bryan Devendorf (Schlagzeuger bei The National) und Dave Nelson (u. a. St. Vincent & David Byrne, Sufjan Stevens, Beirut) die Gruppe Pfarmers, deren Debütalbum Gunnera 2015 erschien.

### Justin Harris
Harris ist seit 2015 Bassist der britischen Band Bloc Party, für die Menomena 2009 in den USA als Vorgruppe spielten.

### Brent Knopf
Schon als er noch Mitglied von Menomena war, gründete Brent Knopf das Projekt Ramona Falls, mit dem der 2009 ein erstes Album mit dem Titel Intuit veröffentlichte. Es bestand zum Teil aus Stücken, die seine damalige Hauptband abgelehnt hatte, die er aber trotzdem veröffentlichen wollte.
Nach seinem Ausstieg bei Menomena veröffentlichte Knopf 2012 ein weiteres Ramona Falls-Album (Prophet). Im Jahr 2015 veröffentlichte er gemeinsam mit Sänger Matt Berninger von The National ein Album als EL VY.

## Diskografie

### Alben
- 2003: I Am the Fun Blame Monster!
- 2005: Under an Hour
- 2007: Friend and Foe
- 2010: Mines
- 2012: Moms

### EPs
- 2001: Rose
- 2001: Scissors and Blue (Split mit Societa Anonima)
- 2006: Wet and Rusting

### Singles
- 2005: Posh Isolation / Tung Track
- 2007: Wet and Rusting / Gay A
- 2010: Heliomena "Pilgrim's Progress" (Split mit The Helio Sequence)